# 蓝天之翼
《蓝天之翼》（又譯「蓝翼闪电战」）是由史克威尔为WonderSwan Color开发，并于2001年7月5日在日本独占发行的战略角色扮演游戏，游戏同时兼容WonderSwan。
和标准的战略角色扮演游戏不同，《蓝天之翼》重点在使用可定制的飞机空战。游戏情节开始于无名虚构世界的埃斯克共和国。埃斯克受到军事帝国欧帝亚的威胁，玩家队伍的使命是击退入侵。

## 玩法
《蓝天之翼》虽然主要使用特殊的空战单位，但仍为传统的回合制战略角色扮演游戏。单位在网格式地图上移动，当与敌方单位相遇时，就会打开单独、近景的战斗画面，至多会有两个盟友单位和两个敌方单位近程空战；玩家通过菜单指令攻击，调整高度或采取躲避行动。
每个单位的不同部分都可能被破坏，而攻击成功则取决于单位的能力值和躲避状况。网格地图上还有一些地面单位，且只能通过投掷炸弹破坏。各单位的燃料和弹药数都有限，当需要时则必须补充。
每次任务后飞机都可以升级、定制、使用各种武器改造，并在工厂中研发装备。其中是否可以升级取决于玩家任务的完成程度。

## 剧情

### 设定
《蓝天之翼》发生的架空世界由浮空岛组成，飞机的应用非常普遍。大多数岛由具有卓越飞机的扩张性帝国欧帝亚拥有和统治。埃斯克共和国是一个独立国家，这个富饶的农业国将食物供应给其他国家，如罗吉亚联邦、马卡伊王国和佩古王国。在游戏的开始，埃斯克首相特兰多为收回欧帝亚威胁的区域组织了反抗力量。

### 角色
玩家控制埃斯克反抗军的成员，他们每人都有一架不同的飞机。游戏主角是塔达卡村的16岁新人飞行员吉多，第二名可操作角色是比他更有资历的女飞行员帕依亚。她从敌人军队中保卫塔达卡时，遇到了参军反抗军的吉多。第三名玩家角色是驾驶炮艇的资深飞行员哈比兰。
其他玩家角色还有战略家布罗尔，马卡伊皇家空军的忠实飞行员，以及他的妹妹，轰炸机飞行员莱耶塔。加入玩家队伍的还有：罗斯特，秘密领导“罗吉亚灵魂”抵抗的欧帝亚盟友；轰炸机飞行员，波古帝国的四王子波蒂，以及她的女护卫塞西。

## 开发
《蓝天之翼》的消息正式公布于2001年3月8日，这也是继《万能牌》后，史克威尔又一款为万代日本独占掌机WonderSwan Color原创的游戏。日本《最终幻想X》附加DVD中置有游戏的预告片。
游戏由前线任务系列原班团队开发，池田信行设计角色。游戏配乐由谷冈久美谱曲，这也是她首款独立创作原声的游戏；配乐从未发行专辑。
DigiCube在游戏发售同日，发行了95页的官方攻略本《蓝天之翼自由战斗机指南》。红略本收录了角色与设定、战斗系统解说、地图截图，以及参考资料和数据表。

## 评价
《蓝天之翼》销量不佳，发售一年后只售出约两万套。日本杂志《Fami通》为游戏打出24/40分。在作品预展中，游戏网站GIA称赞了图形，称池田信行的角色设计为战斗“加入了风度与魅力”，尽管过场动画图像简单且游戏机技术有限。RPGmaer认为游戏聚焦空战“是在经典概念上有趣的新呈现”。1UP.com的杰里米·帕里什认为《蓝天之翼》是WonderSwan重要游戏之一。